# Pim Pam Poum
Pim  Pam Poum (parfois orthographié Pim-Pam-Poum !) est le nom français d'un comic strip américain créé le 12 décembre 1897 par Rudolph Dirks dans The American Humorist, le supplément dominical du New York Journal de William Randolph Hearst, sous le titre « The Katzenjammer Kids ».
Dirks, un jeune Américain d'origine allemande, s'était inspiré, à la demande de Rudolph Block, l'éditeur responsable des comics au Journal, de Max et Moritz, la fameuse Bildergeschichte (histoire en images) de Wilhelm Busch parue quelque trente ans plus tôt. Systématisant ce qui sera ensuite reconnu comme les conventions les plus essentielles du nouveau médium (l'emploi séquentiel des cases, en premier lieu, mais aussi l'usage de phylactères,), en inventant de nouvelles, The Katzenjammer Kids de Rudolph Dirks — et non le Yellow Kid de Richard Outcault — est considéré par de nombreux historiens comme la première véritable bande dessinée,.
Cette série est également connue pour son historique de publication : un litige entre le créateur et son premier éditeur a en effet débouché sur la coexistence de deux versions concurrentes de la même bande dessinée, avec les mêmes personnages principaux.

## Synopsis
Pim Pam Poum est l'histoire d'une famille qui vit sur l'île tropicale imaginaire de Bongo, où règne un roi fainéant. Dans la version originale américaine, les personnages sont des immigrants allemands et s'expriment, avec un fort accent, dans un sabir anglo-germanique,. Rudolph Dirks faisait ainsi un clin d'œil à ses propres origines familiales, d'ailleurs communes à Harold Knerr qui reprit la série chez Hearst. L'accent allemand est absent de la plupart des traductions françaises.

## Historique

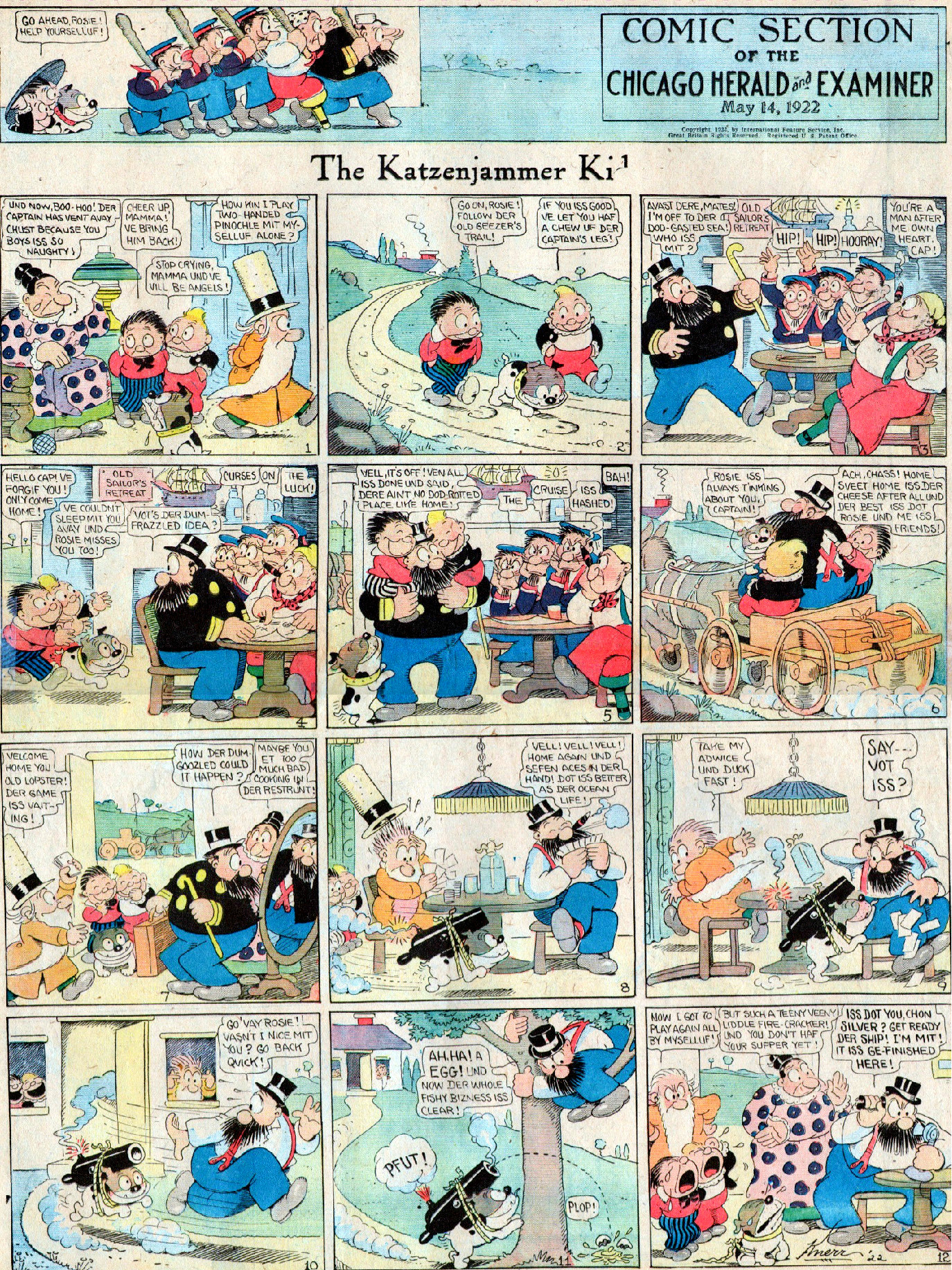
Série de la bande dessinée The Katzenjammer Kids signée Harold Knerr, dans le Chicago Herald du 14 mai 1922.

Très appréciée des lecteurs américains, la série est publiée dans les journaux de Hearst jusqu'en 1912, date à laquelle un conflit oppose l'auteur et son éditeur. Rudolph Dirks, scénariste et dessinateur de la série, souhaitait en effet prendre une année sabbatique en Europe avec son épouse. Hearst, s'opposant à ce qu'une série si populaire soit interrompue, décide de la confier à un autre auteur, Harold Knerr. Dirks publie alors sa série dans un journal concurrent, appartenant à Joseph Pulitzer. Un procès oppose les deux magnats de la presse, qui se conclut par la coexistence de deux séries parallèles, avec les mêmes personnages d'origine : The Captain and the kids, par Dirks, chez Pulitzer, et The Katzenjammer kids, par Knerr, chez Hearst. Le conflit autour de la série donne en effet lieu à une jurisprudence d'une importance capitale dans l'histoire de la bande dessinée américaine, en établissant qu'une série et ses personnages sont la propriété de leur éditeur et non de leur auteur d'origine. En effet, si le jugement autorise Dirks à continuer d'utiliser les personnages qu'il a créés, il perd le titre original de la série, qui demeure la propriété exclusive de Hearst. Dirks doit rebaptiser sa série Hans and Fritz ; en 1918, alors que les États-Unis sont en guerre contre l'Allemagne, il change à nouveau le titre en The Captain and the Kids.
Les deux versions de la bande dessinée ont fait l'objet d'adaptations en dessin animé. The Katzenjammer Kids a été adapté, entre 1916 et 1918, par le studio d'animation créé par le magnat des médias William Randolph Hearst, International Film Service. L'adaptation en dessin animé de la version de Dirks, plus tardive, a eu davantage de longévité : la version animée de The Captain and the Kids a été produite, à partir de 1938, par  Metro-Goldwyn-Mayer, avant de passer à la Warner.
La version de Harold Knerr, à laquelle s'ajoutent d'autres personnages créés par le nouvel auteur, est la plus connue en Europe.
La série de Dirks est initialement traduite en français sous le titre Les Méfaits des petits Chaperché, puis Les Garnements dans le journal Bravo !, dans Junior sous le titre Capitaine Fouchtroff et enfin sous le nom de Pim Pam Poum dans Le Journal de Mickey à partir de 1938. La série a également été publiée, à partir des années 1950, dans un périodique homonyme édité par Lug ; le journal fusionne ensuite avec un autre titre du même éditeur, Pipo, pour devenir Pim Pam Poum Pipo (Pipo n'étant pas un personnage de la même série, mais le protagoniste de la bande dessinée italienne Pipo et Concombre).
En 1958, The Captain and the Kids est repris par John Dirks, fils de Rudoplh, qui en assure le dessin comme le scénario jusqu'à l'annulation de la série par United Feature Syndicate en 1979.
Ils sont reparus sous le titre original (The Katzenjammer Kids) dans les années 1970 dans Charlie Mensuel.
Cette série a fêté ses 116 ans d'existence en 2013, ce qui constitue le record absolu de longévité pour une série de bande dessinée publiée de manière continue.
Le mot Katzenjammer (traduction littérale « chats qui pleurent ») désigne la gueule de bois en allemand.
|                                                    |
| Policy and Pie, première partie (sur deux) (1918). |

|                                        |
| Policy and Pie, seconde partie (1918). |

## Personnages

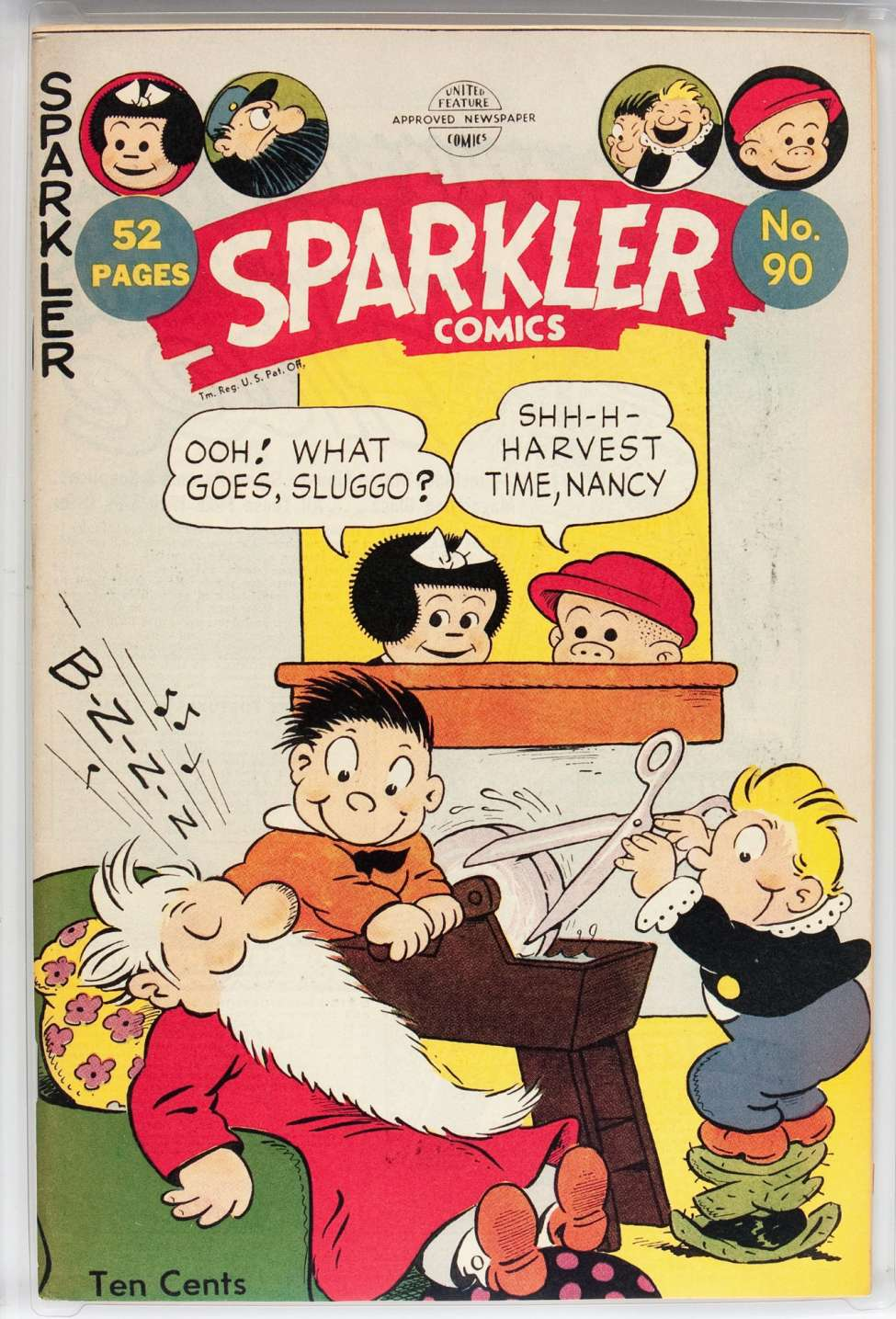
Pam, Poum et l'Astronome. Nancy et Sluggo sont derrière la fenêtre. Sparkler Comics no 90 de 1949.

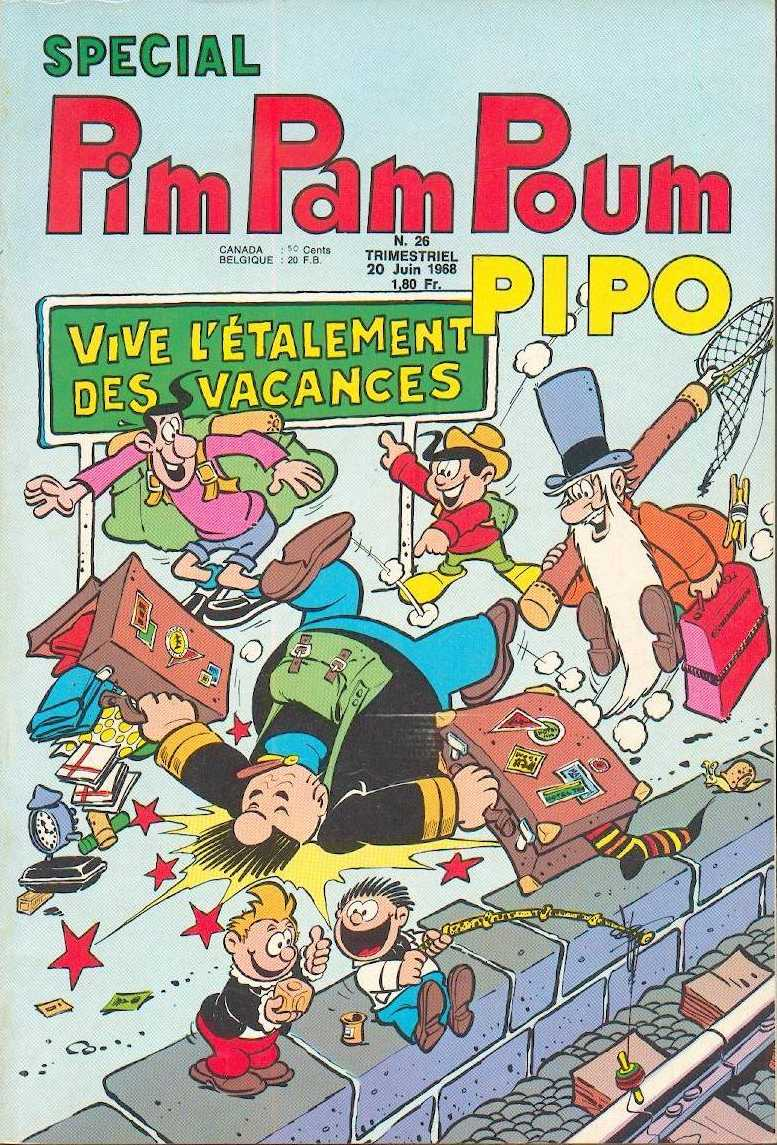
Pam, Poum, le Capitaine et l'Astronome sur cette couverture d'une publication de juin 1968.

- Pam et Poum : les vedettes de la série. Ces deux garnements s'entendent généralement bien et ne pensent qu'à faire des farces à toute la famille, et en particulier au Capitaine et à l'Astronome. Pam est le garçon à houppe blonde, en pantalon uni, veste noire à boutons dorés et chemise blanche à col et manchettes en dentelle. Poum est l'autre garçon, cheveux noirs coiffés en arrière, portant pantalon rayé (surtout dans les versions anciennes), chemise blanche à col Claudine et nœud Lavallière noir. Ils adorent voler les pâtisseries préparées par tante Pim en essayant de faire porter la faute sur d'autres. Ils détestent cordialement Adolphe qui le leur rend bien, et essaient souvent de le mettre en mauvaise posture. Malgré leur ingéniosité, il arrive qu'ils se fassent prendre : dans ce cas, la série se termine souvent par une fessée qui leur est administrée par tante Pim, ou d'autres membres de la famille. Ils s'appellent « Hans » et « Fritz » dans la série originale[11].
- Le Capitaine : gros barbu qui ne pense qu'à dormir, à boire du cidre ou à jouer aux cartes. Il est sujet à de fréquentes crises de goutte. Dans les versions les plus récentes, il porte un uniforme et un képi.
- L'Astronome : l'acolyte du capitaine. Il a une personnalité assez similaire à ce dernier. Il porte une longue barbe blanche, un trench-coat et un chapeau haut-de-forme. Dans la version originale, il est inspecteur d'école.
- Tante Pim : forte femme autoritaire. Elle est la reine de la pâtisserie. Elle s'occupe de la maison et de ses chers chérubins, Pam et Poum. Son rouleau à tarte est une arme de dissuasion efficace pour faire respecter ses ordres. Elle porte une robe longue (unie ou à fleurs), avec parfois un tablier de cuisine. Elle est coiffée d'un grand chignon brun. Malgré son autorité, elle est crédule et se laisse souvent embobiner par les sornettes des autres personnages. Dans la version originale, elle n'est pas la tante des deux enfants, mais leur mère.
- Miss Ross (personnage présent dans la version de Knerr) : vieille fille maigre et revêche qui essaye de donner une bonne éducation à ses deux chérubins, Adolphe et Léna.
- Adolphe (personnage présent dans la version de Knerr) : cousin de Pam et Poum. C'est un petit garçon hypocrite, vantard et farceur, qui aime faire porter le chapeau à Pam et Poum. Blond et frisé, il a un nez fin et pointu, porte une veste noire à boutons dorés (comme Pam), un pantalon clair, une chemise blanche à col rond, une lavallière rouge et des chaussures noires.
- Léna (personnage présent dans la version de Knerr) : cousine de Pam et Poum, et sœur d'Adolphe. C'est une petite fille qui ne se livre guère à des farces par elle-même, mais qui suit souvent Pam et Poum, ou Adolphe, se ralliant à l'un ou l'autre camp, selon les gags. Elle est amatrice de confiseries.
- Makoko (personnage présent dans la version de Knerr) : un enfant aborigène de l'île. Il est extrêmement futé et agile. Il se déguise aussi bien en animal qu'en végétal pour espionner et jouer des tours à Pam et Poum. Il connaît le langage des animaux et s'échappe sur sa cigogne apprivoisée.
- Le Roi de l'île : un roi fainéant qui aime jouer aux cartes et boire du cidre — comme ses amis occasionnels, le Capitaine et l'Astronome.
- Ginga Dun (personnage présent dans la version de Dirks) : un marchand indien capable de rouler tous les autres habitants de l'île.

## Influences
- Le groupe de musique Katzenjammer Kabarett s'est appelé ainsi en rapport avec le titre original de Pim Pam Poum.